# Jerônima Mesquita
Jerônima Mesquita (Leopoldina, 30 de abril de 1880 — 11 de diciembre de 1972) fue una enfermera, líder feminista brasileña, y fundadora del Movimento Bandeirante do Brasil. En homenaje suyo el día de su nacimiento, 30 de abril se celebra en el Brasil, el Día Nacional de la Mujer.

## Biografía
De origen rico y aristocrático, Jerônima era hija de Maria José Vilas Boas de Siqueira y de José Jerônimo de Mesquita, nacida en una familia de caficultores de éxito, por lo que pudo tener acceso a la educación y la cultura. 
En la hacienda de la familia, destacaban las buenas maneras con que eran tratados los esclavos, a los que se permitían estudios de música, construyéndoseles una sala de música; y tenían su propia orquesta, que tocaban durante las cenas. Mesquita fue de los primeros hacendados de Leopoldina en liberar a los esclavos, antes de la Ley Áurea, de 1886. Como reconocimiento, el emperador Pedro II le concedió el título de Barón.
La familia se destacó por aquellos méritos, y por una buena educación a los niños, y como era la costumbre de la elite de la época, estudiaban en Europa. En la residencia en Río de Janeiro, Barrio de Flamengo, se recibían personajes ilustres de la sociedad y personalidades mundiales: Chiang Kai-shek, Madame Curie. Y el pianista Guiomar Novaes, amigo personal de la familia, acostumbraba hospedarse en su residencia cuando se hallaba en Río de Janeiro. Su madre, anfitriona de renombre, abolió el alcohol de sus reuniones. Además, sus hijos, especialmente Jerônima, participó en campañas contra el alcohol, y de la promoción de formar entidades de ayuda a los alcodependientes.
Siguiendo el espíritu emprendedor de su madre, Jerônima Mesquita ejerció diversas actividades sociales de relevancia para el país. En 1896, por imposición de la familia, se casó a los 17 años, con su primo hermano Manoel Miguel Mesquita,  teniendo un solo hijo, y separándose en 1898 tras dos años de mantrimonio. Nunca más volvió a casarse, obteniendo el divorcio no vincular, en 1900
Ya divorciada, Doña Maria José puso mayor énfasis en actividades filantrópicas y sociales; se cuenta de una venta de una piedra preciosa color rosada, para adquirir el terreno donde fue construido el "Sanatório São Miguel", en Correias, de la región serrana fluminense, destinado a niños y mujeres tísicas.  Además de la fundación de ese sanatorio, la baronesa también usó su prestigio, junto a los miembros de la elite carioca a fin de reunir recursos para concluir esa obra, y asegurar su funcionamiento. Cuando la eclosión de la Primera Guerra Mundial Jerônima ingresó como voluntaria de la Cruz Roja de París; y después serviría en la Cruz Roja Suiza. De su trabajo como enfermera en la guerra, conoció el movimento escout en Europa. En Brasil participó en la fundación de la Cruz Vermelha, organización que daba asistencia a los enfermos y a los refugiados, de los Pequenos Jornaleiros entidad para niños huérfanos y desfavorecidos y de asistencia a los enfermos y los refugiados; de los Pequeños quiosco, una organización para los niños huérfanos y desfavorecidos; y Pro-Matre, una institución para las mujeres embarazadas pobres. Pró-Matre, instituição para gestantes carentes.

### Activismo en defensa de los derechos de las mujeres
Los lazos de estrecha amistad con Bertha Lutz y de Stela Guerra Duval consolidaron la actuación en la lucha por los derechos de la mujer. Fue una de las fundadoras en 1922 de la Federação Brasileira pelo Progresso Feminino (FBPF) y una de las pioneras en la lucha por los derechos al sufragio femenino, participando activamente del movimiento sufragista de 1932. Con Bertha Lutz y Maria Eugênia, el 14 de agosto de 1934, lanzaron el manifiesto a la nación: Manifesto feminista. 
En 1919, Jerônima, que tenía entonces 29 años, fue responsable de la fundación del Movimento Bandeirante de Brasil. Y en 1947, junto a un grupo de compañeras fundaron el Conselho Nacional das Mulheres, en Río de Janeiro. 
Jerónima fue también fundadora de la Asociación de Guías de Brasil (primer nombre de Federación de Bandeirantes de Brasil) en 1919. El Movimiento Bandeirante se presentó como una propuesta educativa pionera al defender la importancia de que las mujeres asumieran un papel más activo en los cambios de la sociedad. Jerónima, dedicó su vida al Movimiento Scout y fue reconocida con el título de Jefe Fundadora del Movimiento Bandeirante brasileño.